# Емил Бояджиев
Емил Бояджиев – Мърдата е български футболист, полузащитник.

## Биография
Роден е на 28 септември 1967 г. във Варна. Играл е за Черно море и Ботев (Нови Пазар). След края на кариерата си на професионален футболист е редовен участник в редица тенис турнири за аматьори в страната.